# Zou Sixin
Zou Sixin (né le 5 août 1967) est un athlète chinois spécialiste du triple saut. 

## Carrière

### Palmarès
| Année | Compétition                    | Lieu         | Résultat | Performance |
| ----- | ------------------------------ | ------------ | -------- | ----------- |
| 1990  | Jeux asiatiques                | Pékin        | 2e       | 17,31 m     |
| 1991  | Championnats du monde en salle | Séville      | 4e       | 16,78 m     |
| 1991  | Championnats d’Asie            | Kuala Lumpur | 2e       | 16,95 m     |
| 1992  | Jeux olympiques                | Barcelone    | 8e       | 17,00 m     |
| 1993  | Jeux de l'Asie de l'Est        | Shanghai     | 1er      | 16,77 m     |

### Records
| Épreuve     | Performance | Lieu  | Date           |
| ----------- | ----------- | ----- | -------------- |
| Triple saut | 17,31 m     | Pékin | 3 octobre 1990 |

| Épreuve     | Performance | Lieu     | Date        |
| ----------- | ----------- | -------- | ----------- |
| Triple saut | 16,93 m     | Yokohama | 2 mars 1996 |